# Condé-sur-Noireau

Condé-sur-Noireau este o comună în departamentul Calvados, Franța. În 1 ianuarie 2018 avea o populație de 4.551 de locuitori.

## Personalități marcante
- Jules Dumont d'Urville, explorator